# Chungnam Ilhwa Chunma WFC
Chungnam Ilhwa Chunma Football Club war ein Fußballfranchise aus Dangjin, Südkorea. Das Franchise spielte in der WK-League, der höchsten Spielklasse des Frauenfußballs in Südkorea. Das Franchise wurde 2012 aufgelöst.  

## Geschichte
Das Franchise wurde im 2006 gegründet und spielte seit der Gründung der WK-League.
In der ersten WK-League Saison 2009 erreichten sie den 4. Platz. In der darauffolgenden Saison wurden sie nur vorletzter. 2011 konnten sie an ihre vorherigen Leistungen wieder anknüpfen und beendeten die Spielzeit auf dem 5. Platz. Die darauffolgende Saison wurde wieder eine schlechte Saison. Sie erreichten am Ende den vorletzten Platz. Nachdem die Firma Ilhwa Co. Ltd. angekündigt hatte Seongnam Ilhwa Chunma verkaufen zu wollen, verkündeten sie auch, dass sie die Frauenmannschaft verkaufen wollen. Da sich allerdings kein Käufer fand, wurde das Franchise aufgelöst zum Ende der Saison.

## Stadion
Ihre Heimspiele trug die Mannschaft im Dangjin-Stadion aus.